# Ubezpieczenie osobowe
Ubezpieczenia osobowe – rodzaj ubezpieczenia gospodarczego, w którym przedmiotem ochrony jest życie, zdrowie i zdolność człowieka do pracy. Wyróżnia się prawne i ekonomiczne znaczenia ubezpieczenia osobowego.

## Ubezpieczenia osobowe w znaczeniu prawnym
Zgodnie z przepisami Kodeksu cywilnego jest to dział ubezpieczeń gospodarczych, odrębnie uregulowany w art. 829 do art. 834 kc.
Do ubezpieczeń osobowych zalicza się umowy ubezpieczenia, których przedmiot może w szczególności dotyczyć:
- przy ubezpieczeniu na życie – śmierć lub przez podmiot umowy oznaczonego wieku,
- przy ubezpieczeniu następstw nieszczęśliwych wypadków – uszkodzenia ciała, rozstroju zdrowia lub śmierci wskutek nieszczęśliwego wypadku.

Zgodnie z art. 829 kc. wymieniona strona przedmiotowa umowy nie stanowi listy zamkniętej, a jedynie przykłady w szczególności. Z interpretacji tej normy wynika, że wszelkie umowy ubezpieczenia gospodarczego (w odróżnieniu od ubezpieczenia społecznego), których przedmiot będzie koncentrował się na życiu lub zdrowiu ludzkim zostaną zaliczone przez system prawa cywilnego do ubezpieczeń osobowych. Wymaga podkreślenia, że nie muszą to być wyłącznie zjawiska negatywne, czego przykładem jest świadczenie na wypadek urodzenia się dziecka (np. w ramach tzw. grupowych ubezpieczeń pracowniczych).
Charakterystyczną przesłanką, o której mowa w art. 805 § 2 pkt 2, jest to, że z tytułu umowy ubezpieczenia osobowego świadczenie ubezpieczyciela nie polega na wypłacie odszkodowania, a sumy pieniężnej, renty lub innego świadczenia. Tym samym ustawodawca dzieli świadczenie ubezpieczyciela wprowadzając pojęcie świadczenia w ujęciu wąskim (cyt. przepis) i ujęciu szerokim dotyczącym zobowiązań umownych w ogóle. Podobnie jest z terminem odszkodowanie: w umowie ubezpieczenia jest to jedno z zobowiązań pierwotnych, podczas gdy w innych umowach jest to zobowiązanie następcze, wchodzące w miejsce niewykonanego lub wykonanego wadliwie zobowiązania, będącego świadczeniem pierwotnym.
Wobec tego podziału ubezpieczenia osobowe rządzą się innymi regułami prawnymi (o charakterze bezwzględnie obowiązujących) od reguł prawnych normujących ubezpieczenia majątkowe, w czym wyraża się główna konsekwencja prawnego podziału umowy ubezpieczenia.

## Ubezpieczenia osobowe w znaczeniu ekonomicznym
Z ekonomicznego punktu widzenia podział na ubezpieczenia osobowe i majątkowe nie ma takiego znaczenia. Dopiero z załącznika do ustawy z dnia 11 września 2015 r. o działalności ubezpieczeniowej i reasekuracyjnej (Dz.U. z 2024 r. poz. 838), w którym ustawodawca dokonał podziału ryzyka na działy, grupy i rodzaje ubezpieczeń, wyłania się aspekt ekonomiczny. Na tej podstawie należy uznać, że ekonomika ubezpieczeniowa przejawia się w podziale na „wielkość” ryzyka, a nie jego prawny charakter. Wyrazem tego jest podział ryzyka na „ubezpieczenia na życie” mieszczące się w całości w prawnym znaczeniu ubezpieczeń osobowych oraz na „pozostałe ubezpieczenia osobowe i ubezpieczenia majątkowe”.
Ustawodawca uznał, że dotkliwość ekonomiczna ma dla ubezpieczyciela większe znaczenie gospodarcze niż prawny podział i charakter ubezpieczenia osobowego. Znaczenie tego podziału wyraża się w przesłankach oddziałujących bezpośrednio na zakres prowadzonej działalności ubezpieczyciela. Ustawodawca biorąc pod uwagę ekonomiczny charakter ubezpieczenia, za pośrednictwem wyodrębnienia niektórych ryzyk na dwa działy, umożliwia prowadzenie działalności wyłącznie w zakresie jednego z nich. Ubezpieczyciel może prowadzić działalność wyłącznie w zakresie „ubezpieczeń osobowych”, o których mowa w dziale I załącznika, albo w zakresie „pozostałych ubezpieczeń osobowych i wszystkich ubezpieczeń majątkowych” (vide – art. 8 ust. 1 cytowanej ustawy).